# Seznam poštovních známek Československa 1947
V roce 1947 vyšlo v Československu 17 poštovních známek, všechny měly platnost do konce roku 1949.

## Seznam emisí a motivů
Legenda
- Číslo dle katalogu Pofis
- Datum od kdy byla známka v prodeji
- Název emise či série
- Obrázek: vyobrazení se správným poměrem stran, pouze přibližně v měřítku. Pokud není žádný obrázek a není poznámka volné, znamená to, že stále trvají autorská práva tvůrců.
- Barva v případě jednobarevné známky
- Grafika: autor grafické předlohy, fotografie či sochy
- Rytí: rytec známky
- Námět stručný popis, co je na známce vyobrazeno
- Nominální hodnota Frankovací hodnota jednotlivé známky. Znak „+“ znamená známku s příplatkem
- Náklad Uváděný počet vydaných známek
- Poznámka Odkaz na katalog Filaso

### Výplatní známky
| číslo | datum       | název                           | barva          | grafika      | rytí       | námět                    | nominální hodnota | platnost do | náklad    | poznámka          |
| ----- | ----------- | ------------------------------- | -------------- | ------------ | ---------- | ------------------------ | ----------------- | ----------- | --------- | ----------------- |
| 447   | 1. 1. 1947  | Dvouletý hospodářský plán       | zelená         | L. Horák     | J. Schmidt | vlajka, továrny          | 1,20              | 31.12.1948  | 51,1 mil. | Filaso            |
| 448   | 1. 1. 1947  | Dvouletý hospodářský plán       | karmínová      | L. Horák     | J. Schmidt | vlajka, továrny          | 2,40 Kčs          | 31.12.1948  | 48 mil.   | Filaso            |
| 449   | 1. 1. 1947  | Dvouletý hospodářský plán       | modrá          | L. Horák     | J. Schmidt | vlajka, továrny          | 4 Kčs             | 31.12.1948  | 6,4 mil.  | Filaso            |
| 450   | 23. 4. 1947 | 950. let od smrti sv. Vojtěcha  | šedá           | K. Dvořák    | J. Schmidt | svatý Vojtěch            | 1,60 Kčs          | 31.12.1948  | 1 mil.    | Filaso            |
| 451   | 23. 4. 1947 | 950. let od smrti sv. Vojtěcha  | červená        | K. Dvořák    | J. Schmidt | svatý Vojtěch            | 2,40 Kčs          | 31.12.1948  | 1,85 mil. | Filaso            |
| 452   | 23. 4. 1947 | 950. let od smrti sv. Vojtěcha  | šedozelená     | K. Dvořák    | J. Schmidt | svatý Vojtěch            | 5 Kčs             | 31.12.1948  | 1,25 mil. | Filaso            |
| 453   | 10.6.1947   | 5. výročí vyhlazení Lidic       | černá          | K. Svolinský | J. Schmidt | trpící žena              | 1,20 Kčs          | 31.12.1948  | 2.5 mil.  | Filaso            |
| 454   | 10.6.1947   | 5. výročí vyhlazení Lidic       | šedočerná      | K. Svolinský | J. Schmidt | trpící žena              | 1,6 Kčs           | 31.12.1948  | 2 mil.    | Filaso            |
| 455   | 10.6.1947   | 5. výročí vyhlazení Lidic       | fialovočervená | J. Kaplický  | J. Schmidt | klečící žena             | 2,40 Kčs          | 31.12.1948  | 2.5 mil.  | Filaso            |
| 456   | 20.7.1947   | I. světový festival mládeže     | hnědofialová   | J. Liesler   | J. Schmidt | hlavy mladých lidí, logo | 1,20 Kčs          | 31.12.1948  | 2,5 mil.  | Filaso            |
| 457   | 20.7.1947   | I. světový festival mládeže     | šedomodrá      | J. Liesler   | J. Schmidt | hlavy mladých lidí, logo | 4 Kčs             | 31.12.1948  | 2,5 mil.  | Filaso            |
| 458   | 14.9.1947   | 10. výročí úmrtí TGM            | šedočerná      | K. Svolinský | J. Schmidt | TGM                      | 1,20 Kčs          | 31.12.1948  | 2,5 mil.  | s kuponem, Filaso |
| 459   | 14.9.1947   | 10. výročí úmrtí TGM            | šedomodrá      | K. Svolinský | J. Schmidt | TGM                      | 4 Kčs             | 31.12.1948  | 2 mil.    | s kuponem, Filaso |
| 460   | 19.10.1947  | 150. výročí narození Š. Moysese | červenofialová | K. Svolinský | J. Schmidt | Štefan Moyzes            | 1,20 Kčs          | 31.12.1948  | 2,5 mil.  | s kuponem, Filaso |
| 461   | 19.10.1947  | 150. výročí narození Š. Moysese | modrá          | K. Svolinský | J. Schmidt | Štefan Moyzes            | 4 Kčs             | 31.12.1948  | 2,5 mil.  | s kuponem, Filaso |
| 462   | 26.10.1947  | 30. výročí VŘSR                 | červená        | J. Benda     |            | alegorie revoluce        | 2,40 Kčs          | 31.12.1948  | 1,7 mil.  | Filaso            |
| 463   | 26.10.1947  | 30. výročí VŘSR                 | modrá          | J. Benda     |            | alegorie revoluce        | 4 Kčs             | 31.12.1948  | 1,7 mil.  | Filaso            |